# Daisuke Nakamori
Daisuke Nakamori (jap. 中森 大介, Nakamori Daisuke; * 10. Juli 1974 in der Präfektur Kanagawa) ist ein ehemaliger japanischer Fußballspieler.

## Karriere
Nakamori erlernte das Fußballspielen in der Schulmannschaft der Kojo High School und der Universitätsmannschaft der Takushoku-Universität. Seinen ersten Vertrag unterschrieb er 1997 bei den Montedio Yamagata. Der Verein spielte in der zweithöchsten Liga des Landes, der Japan Football League. Danach spielte er bei den Jatco FC (2001) und Sagawa Printing (2002–2008). Ende 2008 beendete er seine Karriere als Fußballspieler.